# パペ・マリク・ディオップ
パペ・マリク・ディオップ（Pape Malick Diop、1974年12月29日 - ）は、セネガルの元サッカー選手。元セネガル代表。ポジションはディフェンダー。

## 来歴
1998年にセネガル代表デビュー。セネガルとして初の出場となった2002 FIFAワールドカップでは全5試合に出場し、ベスト8まで勝ち上がった。2004年までに53試合に出場、2得点をあげた。

## 代表歴

### 出場大会
- セネガル代表
  - 2002 FIFAワールドカップ

### 試合数
- 国際Aマッチ 53試合 2得点（1998年-2004年）[1]

| セネガル代表 | 国際Aマッチ | 国際Aマッチ |
| 年           | 出場        | 得点        |
| ------------ | ----------- | ----------- |
| 1998         | 1           | 0           |
| 1999         | 7           | 1           |
| 2000         | 8           | 0           |
| 2001         | 4           | 0           |
| 2002         | 10          | 0           |
| 2003         | 9           | 0           |
| 2004         | 14          | 1           |
| 通算         | 53          | 2           |